# Vila Praia de Âncora
Vila Platja de Âncora és una freguesia portuguesa del municipi de Caminha, amb 8,15 km² d'àrea i 4.820 habitants (al cens del 2011). La densitat de població n'és de 591,4 hab/km². Va ser elevada a la categoria de vila el 5 de juliol del 1924, i se'n canvià la designació oficial de Santa Marinha de Gontinhães per a Vila Praia de Âncora. El 1922 la localitat i el riu eren coneguts per Amora. És la vila i freguesia més populosa del municipi de Caminha.

## Descripció
Situada al final d'una vall protegida al nord per la serra D'Arga i al sud per la Muntanya de Santa Luzia, Vila Praia de Âncora és una vila pescadora plena de tradicions. El riu Âncora divideix la platja: la part nord, on es forma una petita piscina, és delimitada per un pont, proper al Fort del Lagarteiro i a un petit port de pesca; la part sud, a la qual s'accedeix per un pont de vianants, és emmarcada per un cordó dunar, protegit per passos de fusta.

## Població
| Població de la freguesia de Vila Praia de Âncora | Població de la freguesia de Vila Praia de Âncora | Població de la freguesia de Vila Praia de Âncora | Població de la freguesia de Vila Praia de Âncora | Població de la freguesia de Vila Praia de Âncora | Població de la freguesia de Vila Praia de Âncora | Població de la freguesia de Vila Praia de Âncora | Població de la freguesia de Vila Praia de Âncora | Població de la freguesia de Vila Praia de Âncora | Població de la freguesia de Vila Praia de Âncora | Població de la freguesia de Vila Praia de Âncora | Població de la freguesia de Vila Praia de Âncora | Població de la freguesia de Vila Praia de Âncora | Població de la freguesia de Vila Praia de Âncora | Població de la freguesia de Vila Praia de Âncora |
| ------------------------------------------------ | ------------------------------------------------ | ------------------------------------------------ | ------------------------------------------------ | ------------------------------------------------ | ------------------------------------------------ | ------------------------------------------------ | ------------------------------------------------ | ------------------------------------------------ | ------------------------------------------------ | ------------------------------------------------ | ------------------------------------------------ | ------------------------------------------------ | ------------------------------------------------ | ------------------------------------------------ |
| 1864                                             | 1878                                             | 1890                                             | 1900                                             | 1911                                             | 1920                                             | 1930                                             | 1940                                             | 1950                                             | 1960                                             | 1970                                             | 1981                                             | 1991                                             | 2001                                             | 2011                                             |
| 1 199                                            | 1 616                                            | 1 906                                            | 2 113                                            | 2 666                                            | 2 444                                            | 3 000                                            | 3 241                                            | 3 662                                            | 3 817                                            | 3 252                                            | 3 922                                            | 4 020                                            | 4 688                                            | 4 820                                            |

## Patrimoni
- Dolmen de Barrosa o Lapa dos Mouros
- Fort de Câo (Gelfa)
- Fort de Lagarteira
- Església parroquial de Vila Praia de Âncora
- Túmul d'Aspra o Cova da Moura
- Muntanya do Calvário